# Мичуринский (Карачаево-Черкесия)
Мичуринский — посёлок в Прикубанском районе Карачаево-Черкесской республики. Административный центр Мичуринского сельского поселения.

## История
В 1964 г. Указом Президиума ВС РСФСР поселок Первая ферма совхоза «Кавказский» переименован в Мичуринский.

## Население
| 2002 | 2010 | 2021  |
| ---- | ---- | ----- |
| 701  | ↗839 | ↗1023 |